# 488 هـ
488 هـ هي سنة في التقويم الهجري امتدت مقابلةً في التقويم الميلادي بين سنتي 1095 و1096.

## مواليد
- أسامة بن منقذ
- العلاء الأسمندي

## وفيات
- أحمد خان بن إبراهيم
- ابن جحاف
- اعتماد الرميكية
- الحميدي
- تميم بن بلقين
- محمد بن أحمد بن أبي يوسف الهروي
- إبراهيم الحصري
- الحميدى
- المعتمد بن عباد
- علي الحصري القيرواني

- أبو يوسف القزويني، عالم وفقيه من المعتزلة.